# Пуртово (Советский район)
Пуртово — упразднённая в 1998 году деревня в Советском районе Кировской области России. На год упразднения входила в состав Васичевского сельского округа.

## География
Урочище находится в южной части области, на расстоянии приблизительно 27 километров (по прямой) к югу от города Советска, административного центра района.
Абсолютная высота — 163 метра над уровнем моря.

## История
В «Списке населенных мест Российской империи», изданном в 1876 году, населённый пункт упомянут как казённый починок «По ключу Становому» Яранского уезда (2-го стана), при речке Становке, расположенный в 75 верстах от уездного города Яранска. В починке насчитывалось 3 двора и проживало 17 человек (4 мужчины и 13 женщин).
В 1926 году деревня входила в состав Фокинского сельсовета Кичминской волости Яранского уезда.
Снята с учёта Постановлением Думы Кировской области от 24.02.1998 № 10/11 «Об изменениях в административно-территориальном устройстве области», по другим данным 31 декабря 1990 года.

## Инфраструктура
В 1926 году насчитывалось 22 хозяйства (все крестьянские).

## Население
В 1926 году население деревни составляло 121 человек (52 мужчины и 69 женщин).